# Aalsmeer
Aalsmeer est une commune et un village néerlandais situé dans la province de Hollande-Septentrionale. En 2019, il compte 31 728 habitants.

## Géographie

### Situation

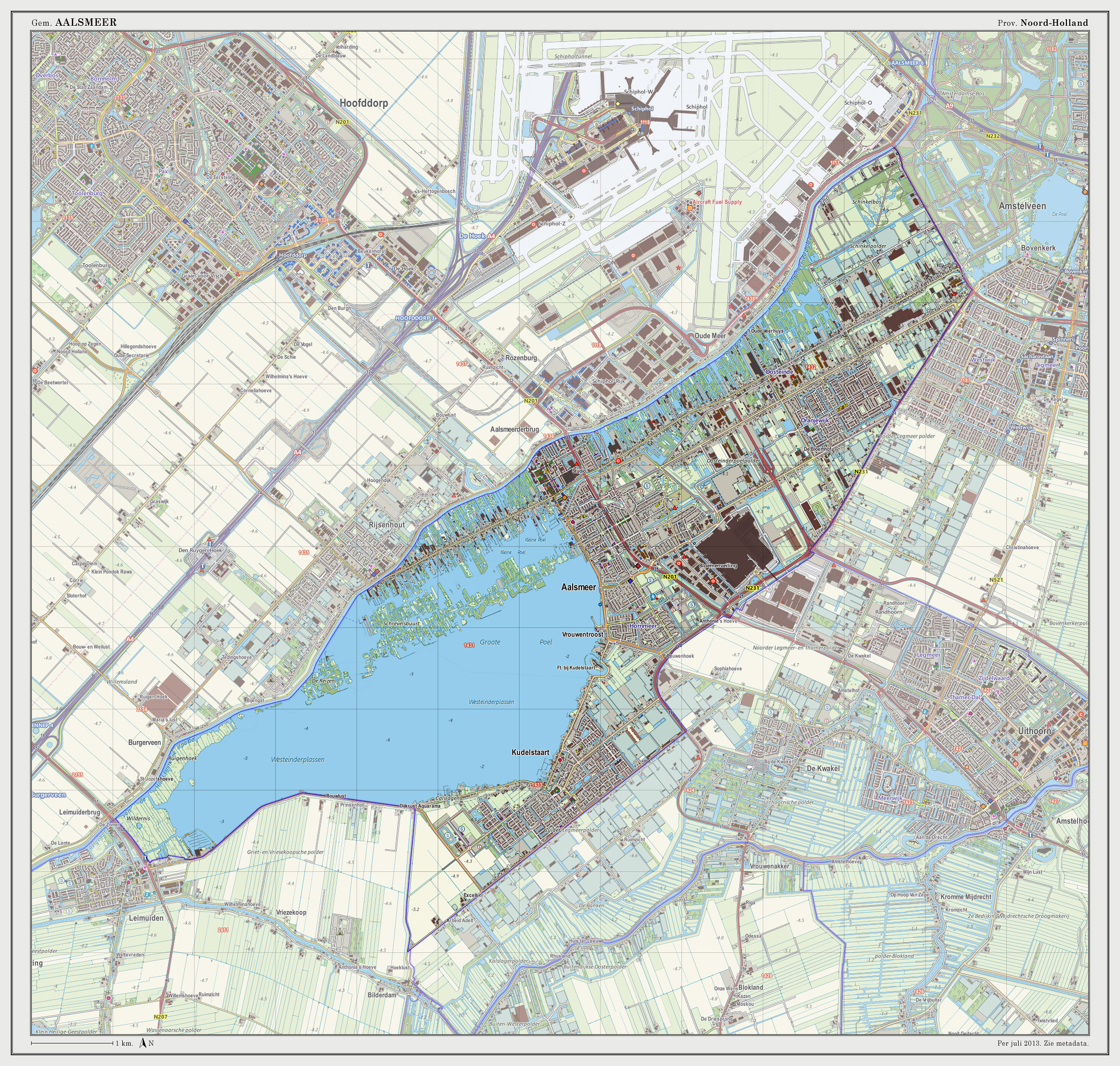
Carte topographique d'Aalsmeer en juillet 2013.

Constituée des villes d'Aalsmeer et de Kudelstaart, la commune s'étend sur 32,29 km2 dans le sud de la province de Hollande-Septentrionale, à une quinzaine de kilomètres au sud-ouest d'Amsterdam.
Environ un tiers du territoire de la commune (soit environ 10 km2) est occupé par le Westeinderplassen, un complexe de lacs dont l'ensemble forme la plus grande étendue d'eau douce de la Randstad Holland.

### Communes limitrophes
Aalsmeer possède le plus grand[réf. nécessaire] marché aux fleurs (Veiling) d'Europe. On peut y voir une église du XVIe siècle.

## Histoire
La région d'Aalsmeer, incluant le secteur de l'aéroport de Schiphol, s'est construite sur l'ancienne Haarlemmermeer au sud d'Amsterdam. Ce qui n'était qu'un vaste lac marécageux, à l'origine inculte et probablement fortement saumâtre par l'effet de transgressions marines au Moyen Âge, en partie coupé de la mer au XVIIe siècle, aménagé tardivement dès 1840 et enfin asséché globalement en 1851 par l'usage de pompes mécaniques en un vaste polder. Pour les besoins de régulations hydrauliques, il ne subsiste de cette vaste étendue marécageuse que des lacs d'eaux douces.

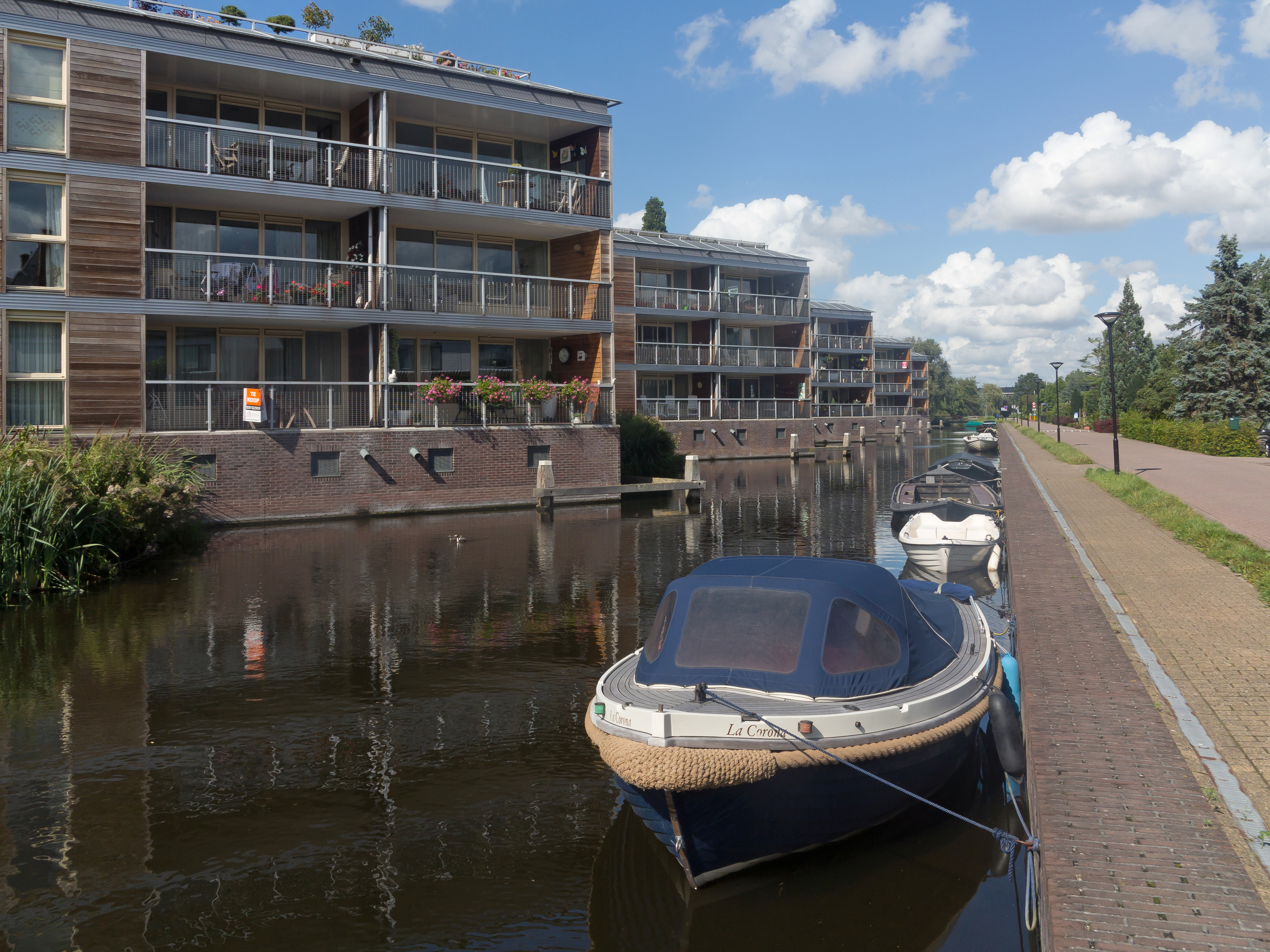
Vue dans la rue: de Stommeerkade

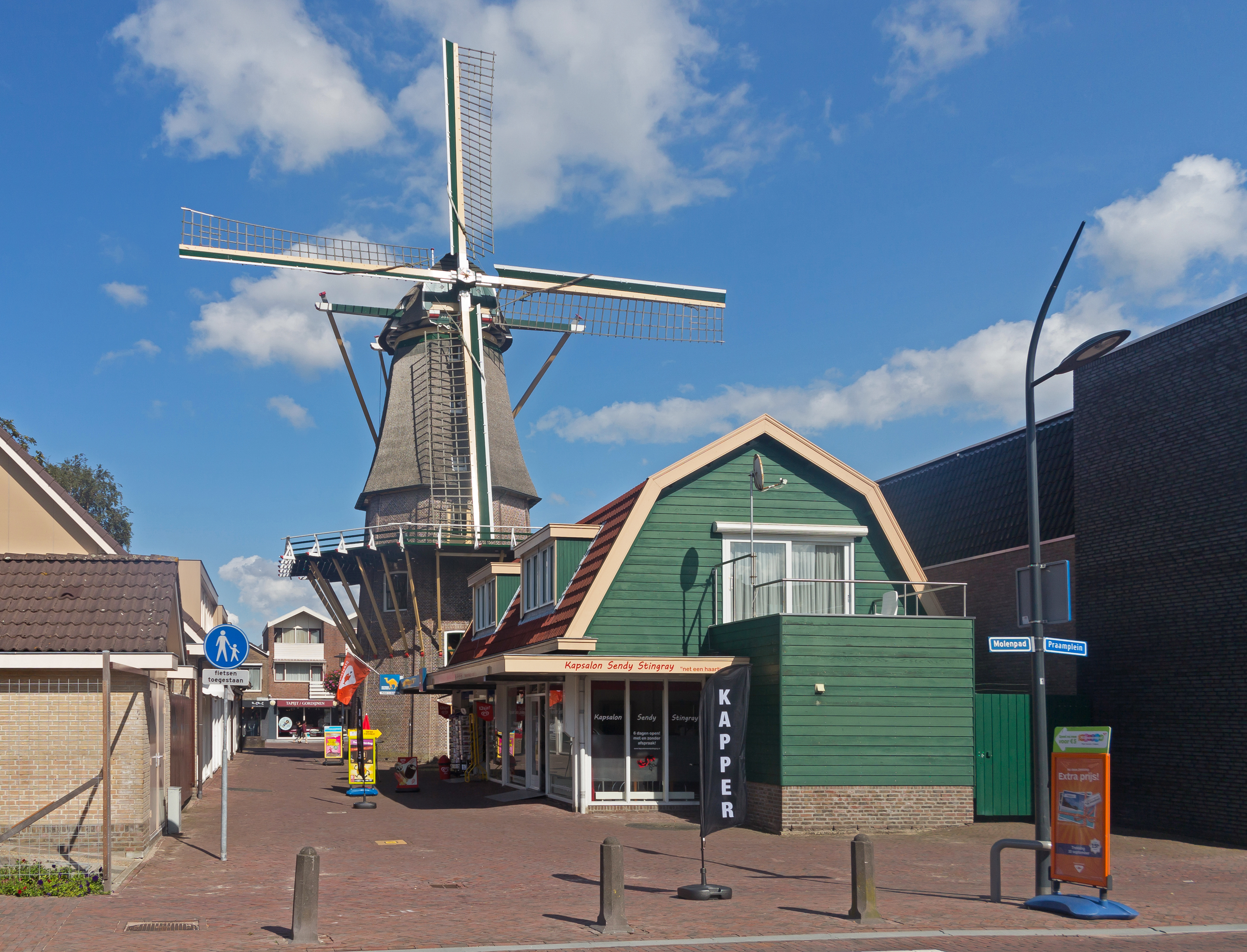
Moulin: stellingmolen De Leeuw

## Politique et administration
La commune est administrée par un bourgmestre et un conseil municipal de 23 membres, élus pour 4 ans.

### Liste des bourgmestres successifs
| Portrait                                                        | Identité                                                 | Période           | Période           | Durée                      | Étiquette                                            |
| Portrait                                                        | Identité                                                 | Début             | Fin               | Durée                      | Étiquette                                            |
| --------------------------------------------------------------- | -------------------------------------------------------- | ----------------- | ----------------- | -------------------------- | ---------------------------------------------------- |
| Pas de portrait sous licence libre disponible pour Leo Brouwer. | Leo Brouwer (d) (21 janvier 1924 - 16 février 2003)      | 1966              | 1985              | 19 ans                     | Union chrétienne historique Appel chrétien-démocrate |
| Joost Hoffscholte, 16 janvier 2015.                             | Joost Hoffscholte (en) (né le 31 août 1942)              | 1985              | 2007              | 22 ans                     | Parti populaire pour la liberté et la démocratie     |
| Pieter Litjens                                                  | Pieter Litjens (en) (né le 17 mai 1968)                  | 15 août 2007      | 20 septembre 2012 | 5 ans, 1 mois et 5 jours   | Parti populaire pour la liberté et la démocratie     |
| Theo van Eijk, 16 janvier 2015.                                 | Par intérim : Theo van Eijk (d) (né le 18 décembre 1953) | 20 septembre 2012 | 4 juin 2013       | 8 mois et 15 jours         | Appel chrétien-démocrate                             |
| Jobke Vonk-Vedder                                               | Jobke Vonk-Vedder (d) (née le 21 mars 1964)              | 4 juin 2013       | 1er mai 2015      | 1 an, 10 mois et 27 jours  | Appel chrétien-démocrate                             |
| Jeroen Nobel                                                    | Par intérim : Jeroen Nobel (d) (né le 28 janvier 1960)   | 13 mai 2015       | avril 2019        | 3 ans et 11 mois           | Parti travailliste                                   |
| Gido Oude Kotte                                                 | Gido Oude Kotte (d) (né le 20 mars 1980)                 | 16 avril 2019     | En cours          | 5 ans, 10 mois et 26 jours | Appel chrétien-démocrate                             |

## Population et société

### Démographie
Le 1er janvier 2019, la population s'élevait à 31 728 habitants.

### Économie

#### Culture de fleurs
Aalsmeer est mondialement connue pour la culture des fleurs et en particulier la vente aux enchères de fleurs. Le commerce est concentré dans la vente aux enchères sur le Legmeerdijk. La vente aux enchères - la plus grande vente aux enchères de fleurs au monde - est l'une des attractions touristiques les plus importantes d'Aalsmeer. Il existe également diverses sociétés d'exportation de fleurs. Il y a encore des producteurs qui cultivent des lilas et des fleurs coupées sur les hautes terres d'Aalsmeer (îles du Westeinderplassen), mais les cultures se sont développées également dans des serres, hors-sol, pour accroître les volumes malgré la pénurie de terre, et pour proposer des fleurs hors-saisons avec plus de facilité et répondre à une demande du marché en la matière.
Tourisme 
Aalsmeer borde le Westeinderplassen (un tiers du territoire d'Aalsmeer est de l'eau). Outre les sports nautiques ou les excursions en bateau, les lacs sont une réserve naturelle précieuse, avec des roseaux et des arbres marécageux. Dans le Westeinderplassen, il y a de nombreuses îles et îlots. Certaines de ces îles sont privées.
En été, il est proposé de visiter le jardin historique Aalsmeer, qui donne une vision de l’évolution de d'horticulture depuis le XVIIe siècle : culture fruitière, pépinière d'arbres, culture de fraises, culture de moisissures, lilas, fleurs d'extérieur, plantes à massif, fleurs coupées et culture en pot.
Le château d'eau, relativement impressionnant, d'Aalsmeer est situé au bord du Westeinder. Cette tour, ornée d'ornements Art Déco, fait partie du patrimoine national.

#### Industrie et services
Outre la floriculture et les loisirs, il existe des installations industrielles, dont une usine pour les matériaux d'emballage et des ateliers de construction navale de yachts de plaisance de luxe.
Aalsmeer est également connu pour diverses émissions de télévision majeures que Joop van den Ende avait diffusées depuis les studios de télévision Endemol. En 2010, Endemol a déménagé à Amsterdam sud-est. Malgré cela, les studios d'Aalsmeer sont toujours utilisés pour enregistrer des programmes télévisés. En 2011, un lieu de formation à la maintenance des avions Fokker a été également mis en place.